# Dublin
Dublin (hivatalos angol kiejtése: IPA: [ˈdʌblɨn], helyi kiejtése: IPA: [ˈdʊbᵊlən]; ír nyelven Baile Átha Cliath IPA: [blʲaˈklʲiə]) Írország fővárosa. Az Ír-sziget keleti partján, az Ír-tengerbe torkolló Liffey folyó két partján fekszik. A város Dublin megye központja. A vikingek alapították, és a középkor óta Írország fővárosa volt.
Dublin közigazgatásilag a Dublini Városháza által igazgatott területet jelenti. Mindazonáltal sokszor szintén Dublinként hivatkoznak külvárosi területekre, amelyeket más, helyi közigazgatási szervek igazgatnak. Ilyen terület például Dun Laoghaire-Rathdown, Fingal és Dél-Dublin. Pontosabb, ha ezen területek összességét dublini agglomerációnak nevezzük.
A Dublini Városháza által igazgatott terület lakossága 505 739 fő volt a 2006-os népszámláláskor. Ugyanezen népszámlálás szerint a dublini agglomeráció lakossága 1 661 185 volt, míg Dublin megye népessége 1 186 159 fő volt.
Egyes számítások szerint Dublin a harmadik leglátogatottabb európai város (Párizs és London után), több mint négy millió látogató keresi fel évente.

## Nevének eredete
Dublin neve az ír nyelvben „Dubh Linn”-ként (magyarul: „fekete tó”) ismert szókapcsolat anglicizált változata, bár néhányan vitatják ezt az elméletet. A történelem folyamán az ír nyelvben a „v” hangot jelölő „bh” betűkapcsolatot egy, a „b” betű fölé helyezett ponttal írták le, így ezen két szó könnyen Dub Linn-nak vagy Dublinnak tűnhetett.
Amikor 1169-ben a normannul beszélő angolok megérkeztek az ír nyelvű Írországba, nem tudták, hogy a „b” felette ponttal valójában „bh”, így a város nevét „Dublin”-ként betűzték.
Néhányan úgy vélik, hogy a „Dublin” szó eredete valójában Skandinávia, ld. izlandi nyelven: „djúp lind” („mély tó”). Mindez két okból nem állja meg a helyét. Először is a „Dubh Linn” szó kronológiailag megelőzi a vikingek írországi felbukkanását.
Másodszor, Dublin óészaki neve egész egyszerűen a „Dubh Linn” szavak újrabetűzése: Dyflin (kiejtve – magyaros átírással – „düv-linn”).
Mindazonáltal a város mai ír neve, Baile Átha Cliath – a Rőzsefonattal Megerősített Gázló Városa – tulajdonképpen arra a településre vonatkozik, melyet II. Mael Sechnaill király alapított 988-ban és hozzáolvadt Dubh Linnhoz a sötét vízmosásnál.

## Történelme

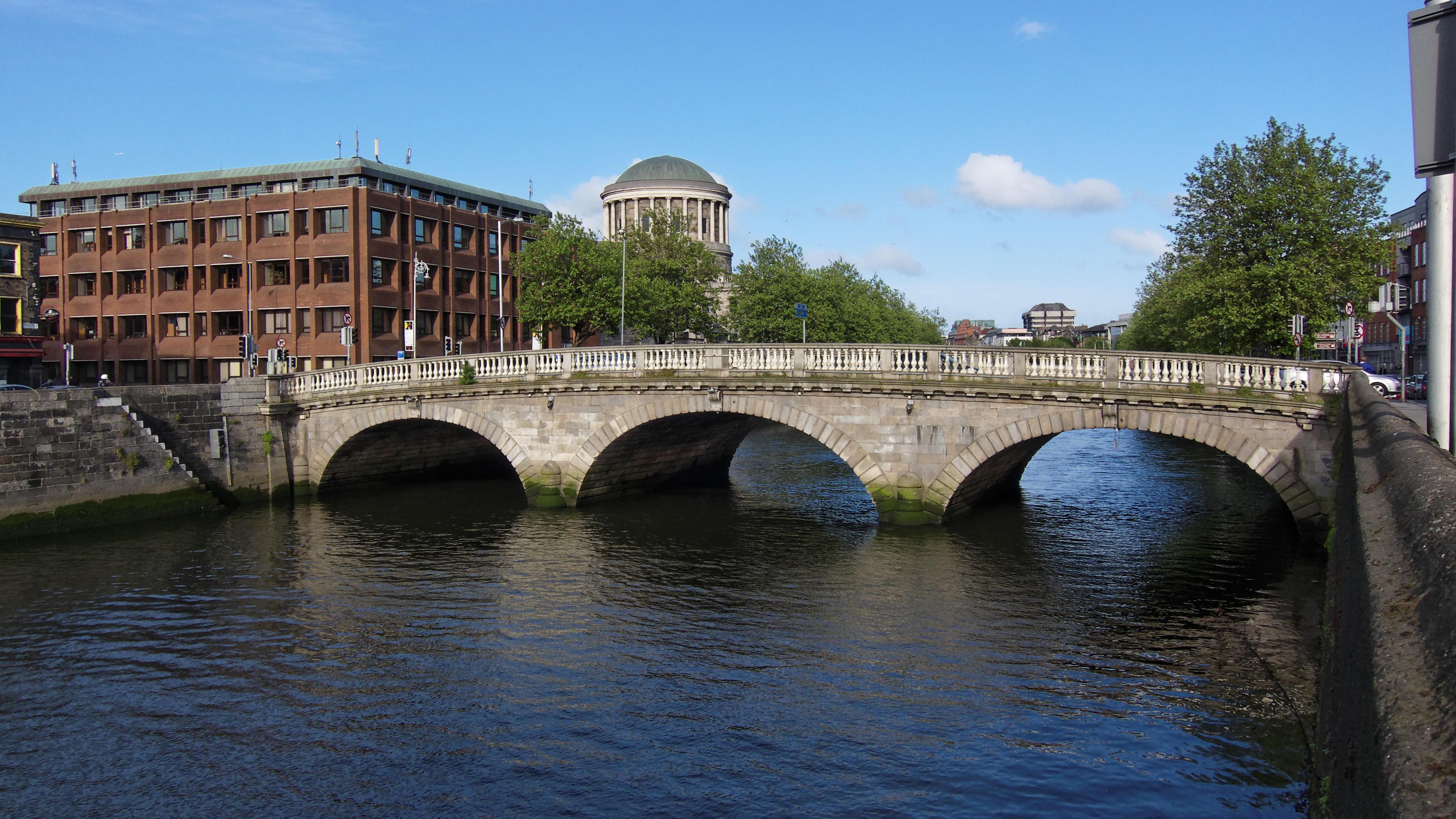
Az 1014-ben épült Father Mathew-híd, ami a korebéli kereskedelmi útvonalak átkelőhelye volt a Liffey-folyón

A Dublin-öböl területét nagyon régóta emberek lakják. A dublini Kongresszusi Központ építése során végzett ásatások során felfedezett halcsapdák már 6000 évvel ezelőtti emberi lakhelyre utalnak. További mezolitikum korszakból származó halcsapdákat fedeztek fel a St. James Gate közelében.
Jelenleg úgy gondolják, hogy a vikingek érkezése előtt a területen egy Duibhlinn néven ismert keresztény egyházi település állhatott. A Temple Bar városrészben végzett régészeti ásatás során bizonyítékot találtak arra vonatkozóan, hogy angolszászok telepedhettek le.
A 9. és 10. századtól kezdve két település volt ezen a területen, amelyek később 988-ban Dublinként egyesültek. Az egyik település az angolszász Duibhlinn volt a mai Temple Bar városrész helyén, míg a másik egy viking település volt a mai Wood Quay városrész helyén. A vikingek itt építették ki legfontosabb írországi városukat, melyet erős gerendapalánkkal vettek körbe, azon a környéken, ahol ma a Christ Church-katedrális áll. A város a mai O'Connel-híd közelében ért véget, ugyanis odáig terjedt a tenger, és azon a helyen építették fel a kikötőjüket.
Az írek saját fővárosukat ír nyelven Baile Átha Cliathnak nevezik (ez kb. „bljá-kljah”-nak hangzik), ennek jelentése „Település a rőzsefonattal megerősített gázlónál”, ami egy házcsoport elnevezése volt a Poddle-patak és a Liffey-folyó találkozásánál, azon a környéken, ahol ma a Father Mathew-híd található. Itt keltek át a Liffey-folyón azok, akik Írország egyik legfontosabb útján, az északi Derry-től, a déli Waterfordig futó országúton közlekedtek. A vikingek egy másik – ugyancsak ír eredetű – elnevezést használtak, a fekete tó jelentésű Dubh Linn-t, ami később Dublinné egyszerűsödött.
841-ben a vikingek megerősített bázist hoztak létre Dublinban és norvég eredetű vikingek királyi városává fejlődött, és messze ágazó kereskedelmi kapcsolatai révén erősen beleszólt az ír politikai élet irányításába. A város jelentős kereskedelmi központtá nőtte ki magát II. Olaf dublini király vezetése alatt a 10. század közepén-végén. A város erejének letörésével többször is megpróbálkozott Brian Boru, az egyetlen valóságos hatalommal bíró ír nagykirály. A közte és a leinsteri tartományi királlyal szövetkező dublini vikingek között kiélesedő konfliktus szakításra vezetett. 1014 nagypéntekén Brian Boru seregei a ma Észak-Dublin területén található clontarfi mezőn legyőzték a Man szigetről segítséget kérő ellenséget. Így ugyan meggyengítették a dublini vikingek hatalmát, de a csatában a nagykirály is halálosan megsebesült. Ettől kezdve Dublinban bár még a vikingek voltak többségben, megnyitották kapuikat az írek előtt és idővel a vikingek elíresedtek. Muirchertach Mac Lochlainn halála után Ruaidrí Ua Conchobair lett Dublin és Írország utolsó királya, amikor is megindult az angolok inváziója Írország ellen.
Írországban és Dublinban a rabszolga-kereskedelem volt a gazdaság egyik fontos motorja, a 9. és 10. században érte el csúcspontját. Az elrabolt férfiakat, nőket és gyerekeket a vikingek Walesből, Angliából, Normandiából és azon túlról hozták el, és Dublinban adták el őket.

### Középkor
Leinster királya Diarmait Mac Murchada Pembroke grófjának Strongbownak a segítségét kérte Dublin meghódításához. 1169-ben Strongbow seregei elfoglalták a vikingek erődjét. Mac Murrough halála után Strongbow Leinster királyának nyilvánította magát, miután megszerezte Dublin irányítását. Strongbow megerősödő hatalmát a hirtelenjében Dublinba érkező angol II. Henrik király törte le, és Dublint írországi székhelyévé nevezte ki. (A városnak adományozott kiváltságlevele alapján Dublin 1922-ig jogilag Anglia részét képezte.) A dublini várat 1204-ben Földnélküli János angol király parancsára alapították, amely Írországban a normann hatalom központja lett. Dublin első főpolgármesterét 1229-ben nevezték ki. Ezt követően a város kibővült, és a 13. század végére 8000 lakosa volt. 1317-ben I. Róbert skót király megbízza testvérét Edward Bruce-t, hogy hódítsa meg Írországot. Edward megpróbálta elfoglalni Dublint, de az angolokkal szemben alulmaradt. Dublin a 14. században viszonylag kicsi, fallal körülvett középkori város maradt, és a környező ír klánok folyamatosan fenyegették. 1348-ban Dublinban elhatalmasodott a fekete halál, és ezreket ölt meg a következő évtizedben.

### Újkor

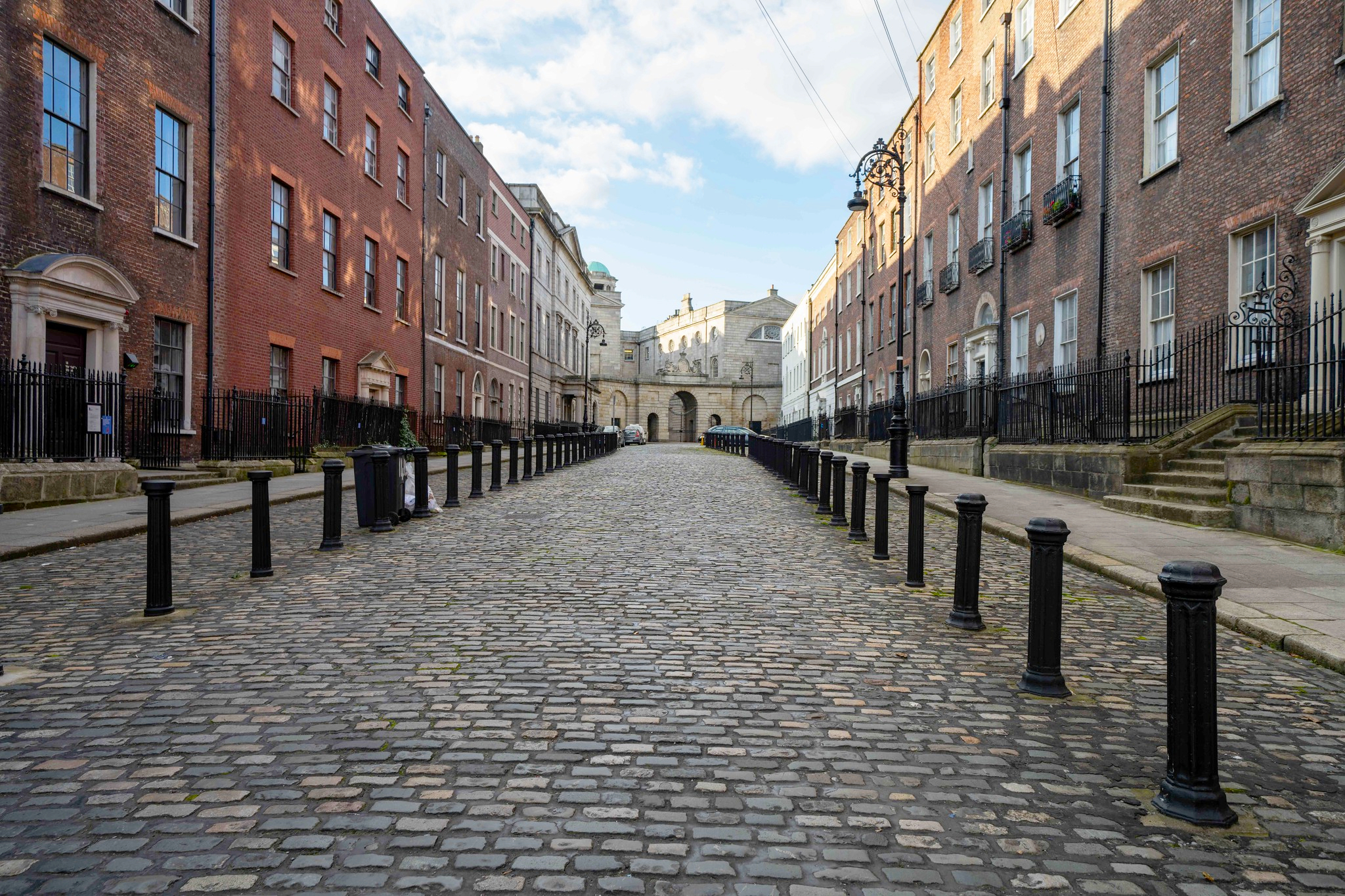
Az 1720-as években kialakított Henrietta Street, György korabeli építészet alapján

A Tudor dinasztia új lendületet adott Írország megszállásának, ezzel új korszakot adott Dublin számára. Dublin lett Írország közigazgatási központja, valamint kiterjesztették az angol betelepülést és ellenőrzést a város felett. I. Erzsébet angol királynő elhatározta, hogy Dublint protestáns várossá teszi, 1592-ben megalapította a Trinity College-t, mint kizárólag protestáns egyetemet, és elrendelte, hogy a katolikus Szent Patrik és Krisztus-templom katedrálisokat alakítsák át protestáns templomokká. Dublin városának legkorábbi térképe 1610-ből származik, John Speed készítette. A városnak 1640-ben 21 000 lakosa volt, mielőtt az 1649-től 1651-ig tartó pestisjárvány a lakosság majdnem felét kiirtotta. A járvány után a város hamarosan újra virágzott az Angliával folytatott gyapjú- és vászonkereskedelem eredményeként, és 1700-ban elérte az 50 000 főt. 1698-ban a gyapjúgyártás 12 000 embert foglalkoztatott.
Ahogy a város a 18. században tovább virágzott, a György időszakban a dublini polgárok építkezéseikkel, szellemi mozgalmaikkal az ír fővárost a 18. század második felére London után a Brit Birodalom második legnagyobb városa és Európa ötödik legnagyobb városa lett, lakossága meghaladta a 130 000 főt. A gyarapodó épületek, gyönyörű terek látványa, az egyetemről és a kultúrtársaságokból kikerülő világhírű szellemi nagyságok miatt érzett büszkeség öntudatossá tette a dubliniakat. Ennek következtében nemcsak az angolokkal szemben érezték magukat egyre önállóbbaknak, hanem Írország többi városaihoz képest is. (Ebben az időben Belfaston kívül tényleg nem is akadt méltó párja a szigeten.) Dublin építészetének és elrendezésének nagy része a György korabeli újjáépítési hullám időszakból származik, amik egészen az 1900-as évek közepéig maradnak fent. Ekkor 1729-ben épült az ír parlament vagy a dublini városháza is (1769). Az átépítések a városközponti részeit kevésbé érintette, miközben új városrészek jöttek létre, mint pl. a Merrion Square. 1759-ben megalapították a Guinness sörfőzdét, és végül a világ legnagyobb sörfőzdéjévé és Dublin legnagyobb munkaadójává nőtte ki magát. Az 1700-as években a gyapjú vált Írország és Dublin legfontosabb exportcikkévé.

### Modern kor

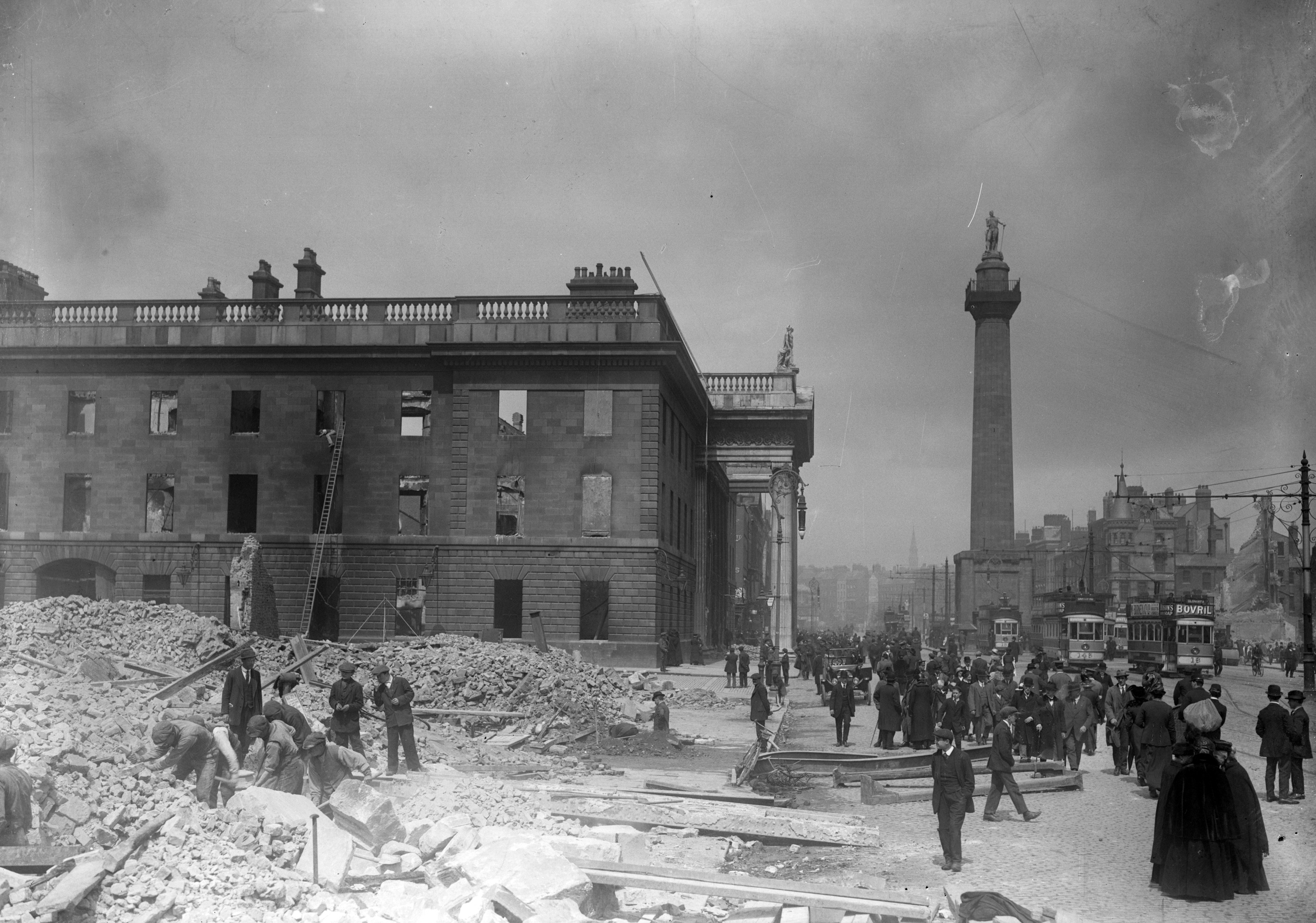
Romok Dublin belvárosában az 1916-os húsvéti felkelés után

1800-ban, az 1798-as ír lázadás után, az ír és a brit parlamentek elfogadták az 1800-as egyesülési törvényeket. 1801. január 1.-én az egyesülés új politikai egységet hozott létre Nagy-Britannia és Írország Egyesült Királysága néven. A döntés után a 19. században Dublin politikai és gazdasági hanyatláson esett át, mivel a döntéshozatal a Westminster Parlament-hez került át. A korabeli függetlenségi gondolatok is Dublinból terjedtek szét országszerte. Az angol megtorló intézkedések hatására provinciális kisvárossá fejlődött vissza. A város csak a nagy éhínséget (1845–1852) követő esztendőkben kezdett ismét megváltozni. A szegénység elől menekülő ír parasztok a külvárosokban telepedtek le nagy tömegben. Ekkor alakultak ki az északi nyomornegyedek és kezdték elveszíteni fényüket az elegáns, György korabeli lakónegyedek. A nagy betelepülések következményeképpen a korábbi angol jellegű város egyre inkább elíresedett. A város nem játszott jelentős szerepet az ipari forradalomban, de továbbra is Írország közigazgatási központja és a sziget nagy részének közlekedési csomópontja maradt. Belfast ebben az időszakban gyorsabban fejlődött, mint Dublin, a nemzetközi kereskedelem, a vászonszövet-gyártás és a hajógyártásnak köszönhetően. Az 1814-es népszámlálás szerint a városban 175 319 fő élt, így London után Dublin volt a második legnagyobb város a Brit-szigeteken.
Az 1916-os húsvéti felkelés, az ír függetlenségi háború és az azt követő ír polgárháború jelentős pusztítást eredményezett Dublin központjában.
Az Ír Szabad Állam kormánya újjáépítette a városközpontot, és a Leinster House-ban helyezte el az új parlamentet, az Oireachtaset, ami a mai napig itt ülésezik. Írország 1922-es felosztását követően az Ír Szabad Állam fővárosa lett (1922–1937), jelenleg pedig Írország fővárosa. A György korabeli épületek jelentős részét lebontották vagy átépítették az 50-es 60-as években, az irodaházak fellendülése során. Ennek köszönhetően jelentősen csökkent Dublin belvárosában élők száma, 1974-ben a királypárti észak-ír félkatonai szervezet az Ulsteri Önkéntes Erő bombamerényletet hajtott végre Dublin belvárosában 3 helyen, amikben 26 ember vesztette életét.
Dublin a Kelta Tigris időszakában hatalmasat fejlődött, sorra épültek az iroda- és lakótömbök, felépült a pénzügyi negyed, új Luas villamos vonal épült és bővítették a dublini repülőteret. A megélénkülő idegenforgalma miatt a világ egyik legnépszerűbb kirándulóvárosává vált, a Temple Bar és a Smithfield kulturális szórakozónegyedekké váltak, mindenütt megjelentek az egykori hazafias emlékművekhez képest szellemes köztéri szobrok és a hihetetlen építési lázról tanúskodó toronydaru-erdők. A félmilliós főváros a csatlakozó külvárosokkal együtt több mint 1,2 milliós. A rohamosan növekvő lakosságszám, valamint a gazdasági folyamatoknak köszönhetően, 2018 óta már súlyos lakhatási válság sújtja Dublint.

## A mai Dublin
Dublin, amely 1652 óta Írország fővárosa, még mindig inkább György korabeli város. A Mansion House a főpolgármester rezidenciája 1715 óta, innen kiáltották ki 1919-ben az ország függetlenségét. A Leinster Házban ülésezik a dáil, a parlament. Építését 1744-ben kezdték meg, még mint Leinster hercege számára készülő városi házat. A Vámház (Custom House) (1791) és a Four Courts (1786) is ebből a korból származik.
Az O'Conell Street Európa egyik legszélesebb és legbarátságosabb útvonala, a Liffey folyótól északra halad. Itt van a postahivatal: az 1916-os Húsvéti-felkelés résztvevőinek egykori főhadiszállása. A részben normann jegyeket mutató dublini várban volt évszázadokig a brit közigazgatás székhelye; kormányhivatalok számára építették újjá. A Liffey-től délre található a Christ Church és a Szent Patrik-székesegyház. 1922-ben itt zajlott az Ír Szabadállam támogatói és az IRA közötti összecsapás, a dublini csata.
A mai Dublin a Dublini-öböl két végpontjától, az északi Howth-félszigettől a déli Bray városkáig tart. A napos időben barátságos, széles öböl dimbes-dombos, házakkal teleszórt látványát G. B. Shaw (mindenképp lokálpatrióta túlzással) Nápoly környékénél is szebbnek tartotta. A történeti Dublin a Liffey partjának közvetlen közelében található. A régebbi időkben szigorúan megkülönböztették a folyó déli partján található gazdag központot a folyótól távolodva egyre jobban szegényedő északi oldaltól. Mára a két városrész különbsége kezd eltűnni.

## Éghajlat
| Hónap                                         | Jan.  | Feb.  | Már. | Ápr. | Máj. | Jún. | Júl. | Aug. | Szep. | Okt. | Nov. | Dec.  | Év    |
| --------------------------------------------- | ----- | ----- | ---- | ---- | ---- | ---- | ---- | ---- | ----- | ---- | ---- | ----- | ----- |
| Rekord max. hőmérséklet (°C)                  | 18,5  | 18,1  | 23,6 | 22,7 | 26,8 | 28,7 | 31,0 | 31,0 | 27,6  | 24,2 | 20,0 | 18,1  | 31,0  |
| Átlagos max. hőmérséklet (°C)                 | 8,8   | 8,9   | 10,7 | 12,4 | 15,2 | 18,0 | 20,2 | 19,6 | 17,3  | 14,0 | 11,0 | 9,3   | 13,8  |
| Átlagos min. hőmérséklet (°C)                 | 3,9   | 3,9   | 5,2  | 6,4  | 9,0  | 11,6 | 13,5 | 13,3 | 11,4  | 8,8  | 6,2  | 4,5   | 8,2   |
| Rekord min. hőmérséklet (°C)                  | −15,6 | −13,4 | −9,8 | −7,2 | −5,6 | −0,7 | 1,8  | 0,6  | −1,7  | −5,6 | −9,3 | −15,7 | −15,7 |
| Átl. csapadékmennyiség (mm)                   | 63    | 46    | 52   | 50   | 58   | 59   | 51   | 65   | 57    | 76   | 69   | 69    | 714   |
| Havi napsütéses órák száma                    | 59    | 75    | 109  | 160  | 195  | 179  | 164  | 157  | 129   | 103  | 71   | 53    | 1453  |
| Forrás: European Climate Assessment & Dataset |       |       |      |      |      |      |      |      |       |      |      |       |       |

## Közlekedés
A dublini városi közlekedésben többféle közlekedési mód is megtalálható. Ezek nagy részét állami tulajdonban lévő cégek üzemeltetik, bár az utóbbi időben kezdenek felbukkanni a kis, magánkézben lévő közlekedési társaságok is.

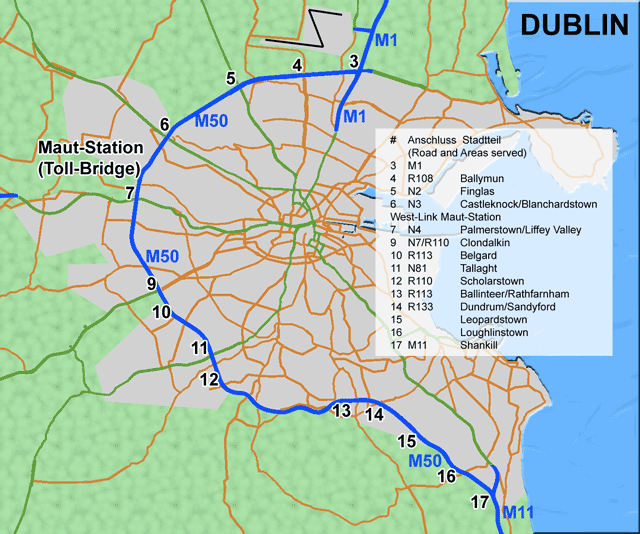
Az M50-es autópálya Dublin körül

### Közút
A közúthálózat Írországban Dublinban összpontosul. Az M50-es autópálya, egy körgyűrű ami a város déli, nyugati és északi részén fut, összekötve minden fontosabb közutat az ország többi részéből. 2008-ban a West-Link fizetőkaput lecserélték az eFlow nevezetű új rendszerrel, ami három kategóriás fizetési rendszer szerint működött, az elektronikus matricák és az autók regisztrációja alapján.
Az első fázisa a keleti autópálya bevezetőnek a Dublin Port alagút volt, ami hivatalosan 2006-ban nyílt a nehéz súlyú járművek számára. Az alagút összeköti Dublin kikötőjét az M1-es autópályával és a repülőtérrel. A város körbe van véve egy külső és egy belső körgyűrűvel is. A belső körgyűrű a Georgian város közepében fut, míg a külső Dublin két nagy csatornája a Grand Canal és a Royal Canal mentén fut.
2016-ban a TomTom Közlekedési Indexe 15.-nek sorolta Dublint mint a világ legzsúfoltabb városa, és 7.-nek sorolta Európában.

### Busz
Az állami kézben lévő Dublin Bus társaság 200 vonalon üzemeltet buszjáratokat Dublinban és vonzáskörzetében. A napközben közlekedő buszjáratokat számok jelölik, a részben eltérő útvonalon közlekedő aljáratokat betűkiegészítésekkel jelölik meg (pl. 7, 44, 33, illetve 7A, 41C, 33B). Az éjszakai járatokat a szám mögötti N betű jelzi. Ezek nagy része csak péntek és szombat este közlekedik. A városnéző buszokat leszámítva minden buszon a sofőr végzi a menetjegy ellenőrzési folyamatot is. A jegy ára függ a megtett távolságtól, a menetjegyet csak érmékkel lehet kifizetni a buszvezetőnél. Túlfizetés esetén a sofőr nem ad vissza készpénzt, helyette egy „nyugtát” kap az utas a visszajáró értékéről melyet a cég központjában lehet visszaváltani készpénzre. Az autóbuszon váltott jegyeken kívül lehetőség van még előre váltott jegyekkel is utazni, melyeket közvetlenül a Dublin Bustól vagy a céggel szerződésben lévő kiskereskedőktől lehet megvásárolni. A cég 2011-ben kezdte meg modernebb GPS-alapú utastájékoztató kijelzők felszerelését a buszmegállókban, melyek pontos információkat adnak a buszok várható érkezési idejéről. Ez azért lehet hasznos az utazóközönségnek, mert a menetrend pontos betartása a legtöbb esetben nem sikerül. A buszmegállókban elhelyezett (és online) menetrendeken csak a városrészek vannak feltüntetve, így csak hozzávetőleges információt lehet kapni a busz pontos érkezéséről, ha nincs digitális kijelző.
A buszokat le kell inteni, mint a taxit, különben nem állnak meg.
A Dublin Buson kívül több kisebb, általában csak pár vonalat üzemeltető busztársaság is megjelent a városban. Ezek főleg a repülőtér és a belváros között üzemeltetnek járatokat (pl. Aircoach, CityLink) vagy a város egy bizonyos részét fedik le (pl. UrBus, Swords Express, Circle Line Coaches). Jelenleg nem létezik az összes busztársaság járataira érvényes bérlet, de mivel a Dublin Bus piaci részesedése több mint 70%, ez nem jelent akkora problémát.

### Vasút
Dublin vasúti közlekedését az 5 elővárosi vasútvonal adja, melyet a nemzeti vasúttársaság az Iarnród Éireann üzemeltet. Ezek közül egy kiemelt fontosságú, a Dublin Area Rapid Transit a város és egyben az ország egyetlen villamosított nagyvasútvonala. A városban két nagy pályaudvar található, a Connolly és a Heuston. Az északi-keleti (Dundalk-Dublin), északnyugati (Maynooth-Dublin), és délkeleti (Gorey-Dublin) elővárosi vasútvonalak a Connolly, míg a délnyugati(Portlaoise-Dublin) vonal a Heuston pályaudvarra fut be, még a DART észak–déli irányba a halad át a Connolly pályaudvaron. A DART-ot leszámítva minden elővárosi vonalon dízel motorvonatok közlekednek. A jegyeket Dublin területén a peronra lépés előtt automaták ellenőrzik, így csak érvényes menetjeggyel lehet az állomás területére lépni. Az Iarnród Éireann árusít bérleteket is, Dublint és környékét 3 díjzónára osztották, a bérletek ára a zónáktól függ. Vasúti és busz kombinált bérlet vásárlására is van lehetőség.

### Villamos
A jelenlegi dublini villamosrendszer elődjét 1872-ben helyezték üzembe, eleinte lóvontatású, később villamos meghajtású szerelvényekkel. Az teljes villamoshálózatot 1949-ig felszámolták, helyét teljes egészében a buszhálózat vette át. Ezután 1994-ben merült fel újra a villamoshálózat építése, mikor már a buszhálózat bizonyos útvonalakon elérte kapacitása csúcsát. Végül 2004-ben nyílt meg az új villamosvonal St. Stephen’s Green, és Sandyford között. A rendszer jelenleg 34 km-en üzemel, összesen 49 megállóval. A két vonal 2007-ben majd 30 millió utast szállított. A zöld vonal St Stephen’s Green és Bride’s Glen között közlekedik 17,5 km-en, míg a piros vonal Point és Tallaght között 16,5 km-en üzemel. A rendszer a budapestihez hasonlóan előre megváltott menetjeggyel vehető igénybe és ellentétben a vasúton alkalmazott peronzárral, és a buszokon működő egyajtós rendszerrel, itt ellenőrök dolgoznak. A rendszer fejlesztése folyamatban van, jelenleg egy a piros vonalról leágazó mellékvonal épül, de tervben van több vonal építése is

### Metró
A városban jelenleg tervben van egy új metróvonal építése mely az északi Swords elővárost kötné össze Dublin belvárosával. A tervnek az ír kormányon belül is sok ellenzője van, ők főleg a projekt költség igényét kifogásolják (kb. 3 milliárd euró).

## Területe és városrészei

### A belváros déli része

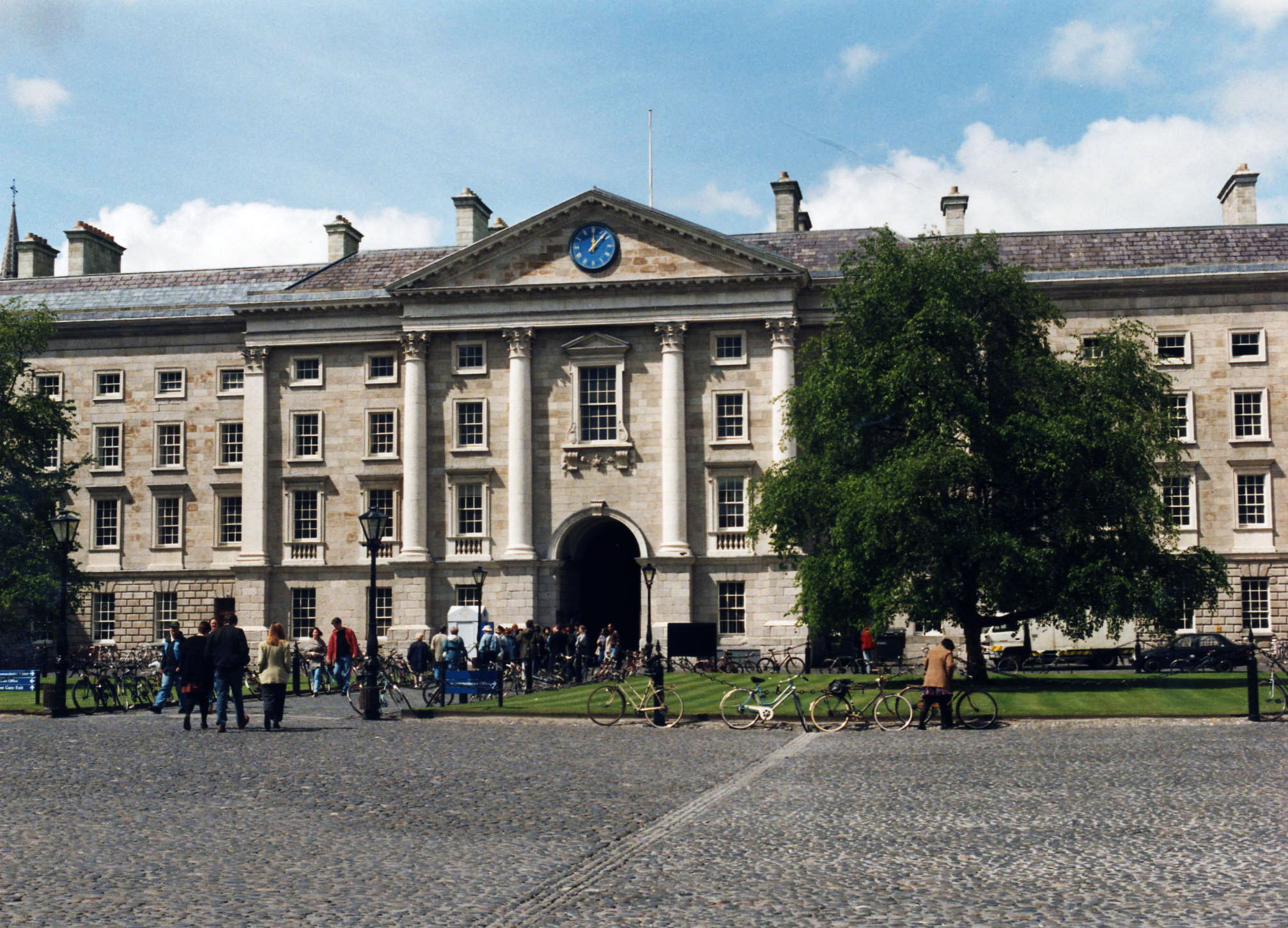
A Trinity College

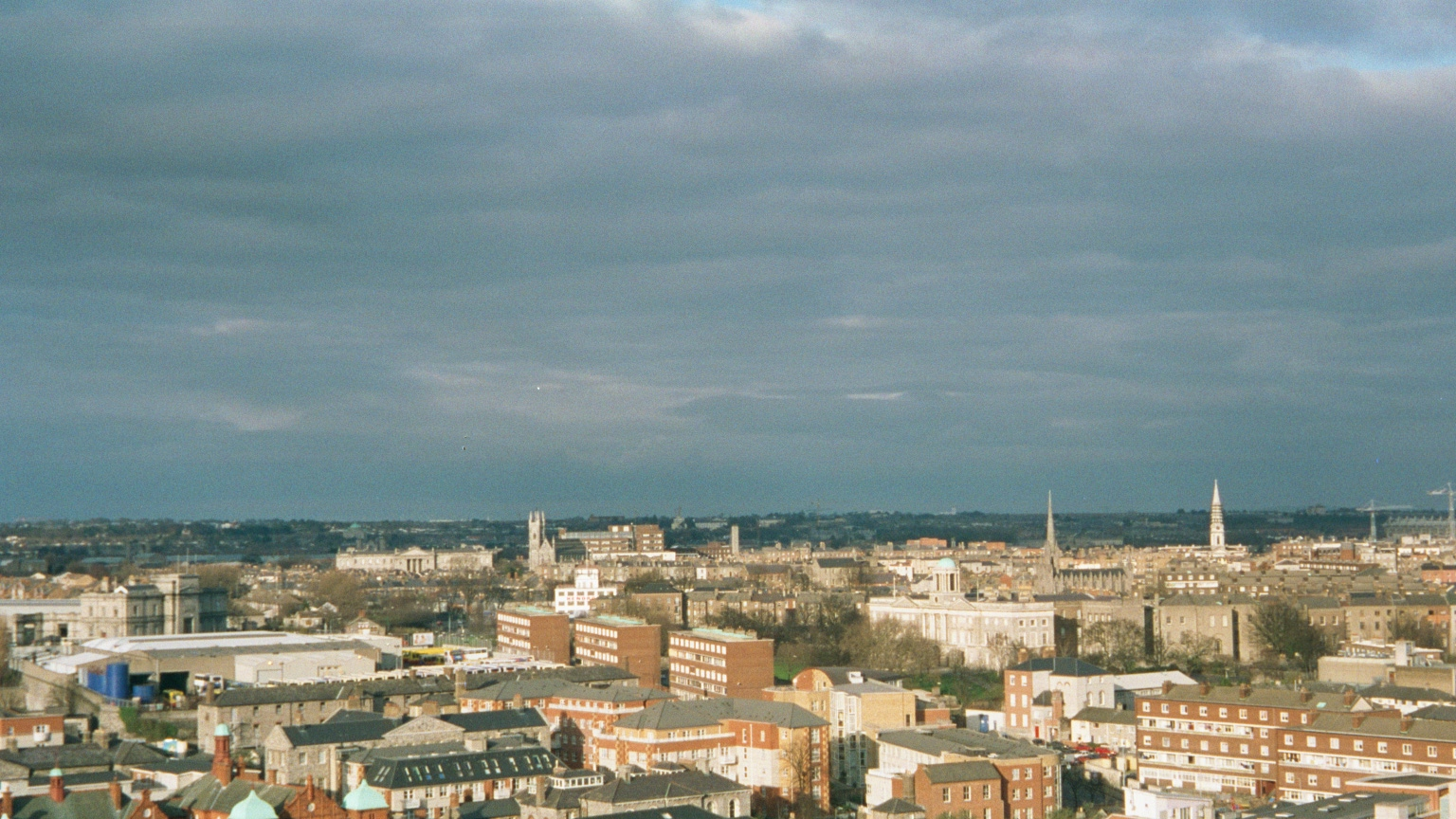
Dublini panoráma

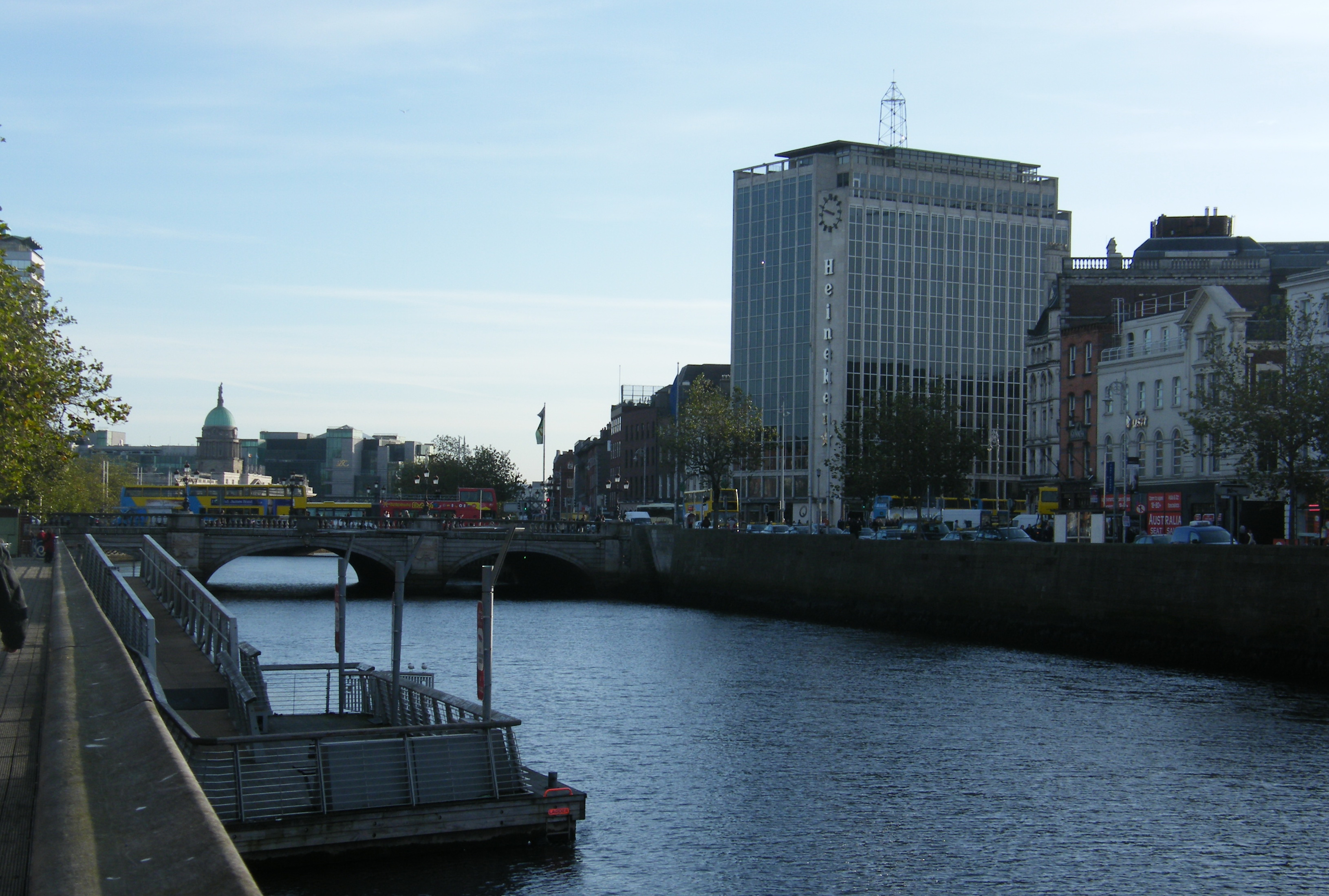
Dublin belvárosa

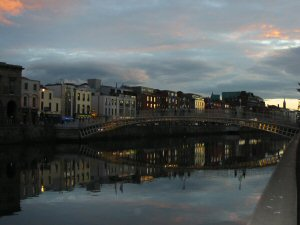
Dublin este

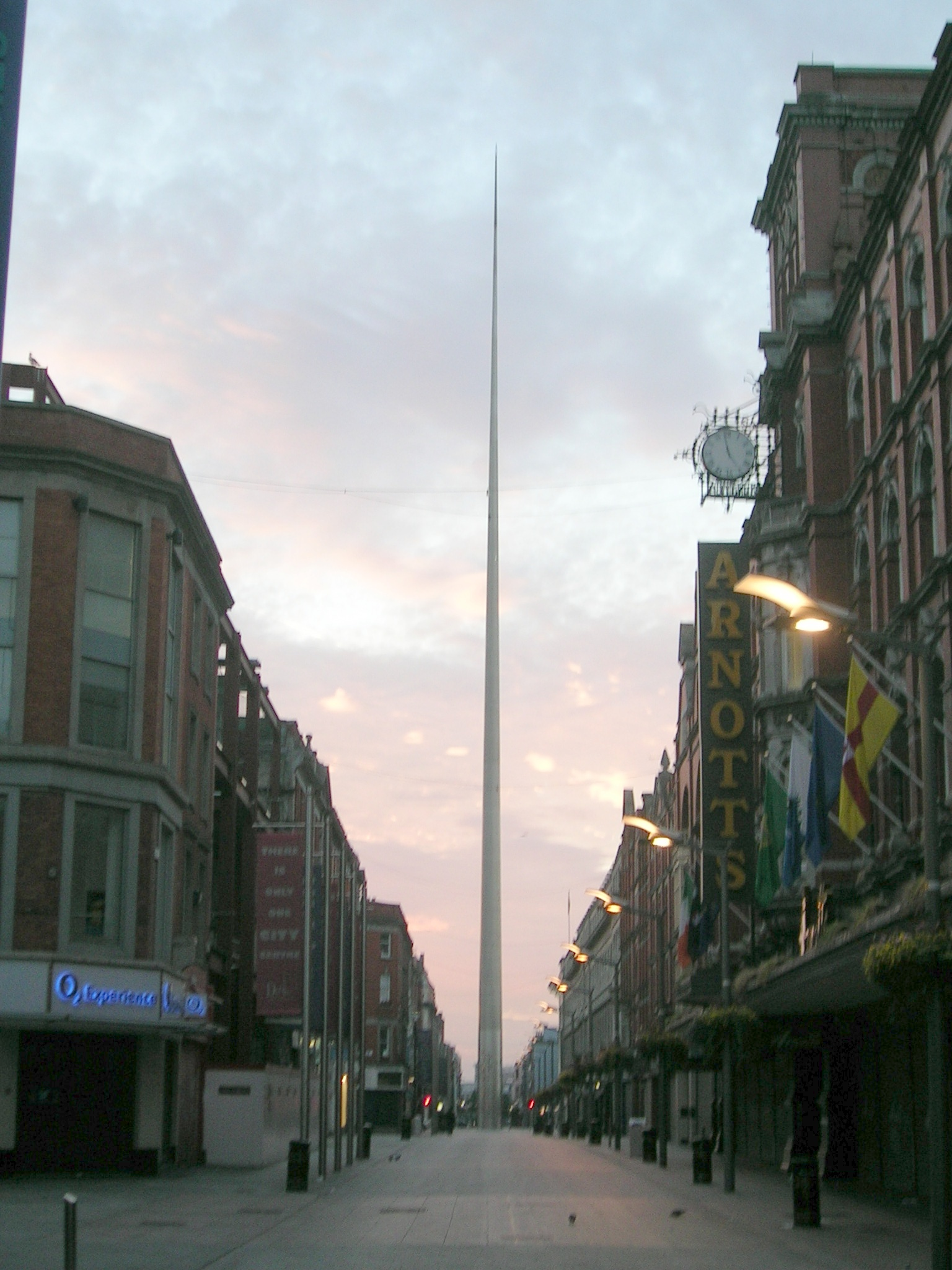
The Spire of Dublin

A Liffey-folyó déli partján található történelmi városközponthoz a kapcsolatot a város két legfontosabb központi területét összekötő O’Connell híd képezi.
- Bank of Ireland (a régi parlament épülete): Ma a Bank of Ireland klasszicista épületegyüttese (1729-ben kezdte építeni Edward Lovett Pearc. A bejárati jón oszlopok fölötti timpanonon Hibernia (Írország neve az ókorban és a középkorban), a Hűség és a Kereskedelem szobraival. (1785-ben épült új szárnyát James Gandon díszítette.
- Christchurch Cathedral: Az 1170-es években épült, gótikus. A még vikingek által épített legrégebbi dublini fatemplom helyén áll, a hajdani városfalakon belül. Az írek azt tartották, hogy építtetője, a anglo-normann Richard de Clare, Pembroke 2. grófja[m 1] a meggyilkolt írek vérével tapasztotta össze az esküvője színhelyéül szánt templom köveit. A XV. században altemplomában már sör- és borkereskedések üzemeltek. Romjaiból neogót hangulatban egy gazdag whiskey gyáros építtette újjá 1871-től 1878-ig. Altemplomában Strongbow sírjának 16. századi másolata.
- City Hall (Városháza/régi): A dublini városháza épülete, 1769-től 1779-ig eredetileg tőzsdepalotának építette Thomas Cooley.
- Civic Museum (Várostörténeti Múzeum): 1765 és 1771 között épült.
- College Green: A téren áll a 18. század végi nagy reformparlamenter, Henry Grattan, a romantikus patrióta, Thomas Davis emlékműve, s a magyar költészetben is visszhangra találó romantikus költő, Thomas Moore szobra.
- Dublini vár (Dublin Castle): Elődjét a normannok építették a 13. században, ebből csak egy vaskos Record-tornya maradt, valaha várbörtön. A vár hivatalosan 1922-ig az angol közigazgatás írországi központja volt. 1937 óta itt iktatják be hivatalába az ír köztársasági elnököt.
- Dublinia: Egész alakos jelenetekkel, audiovizuális elemekkel és egy nagy középkori Dublin makett segítségével mutatja be, milyen lehetett a középkori dublini élet.
- Grafton Street: a déli városrész főutcája, az 1982 óta sétálóutca a Trinity College déli sarkától a kis kagylóárus Molly Melone  szobrától vezet a város legélénkebb parkjáig, a St Stephen's Green-ig. Nyüzsgő bevásárlóutca számos bevásárlóközponttal (Powerscourt Townhouse Shopping Centre és a St. Stephen's Green bevásárlóközpont).
- Guinness Storehouse (Guinness Múzeum): A liberties-városrész legismertebb látványossága a világ egyik legtöbbet fogyasztott sörének készítését és történetét bemutató modern kiállítás a tízemeletes épület szintjein tekinthető meg. Gyerekek számára is izgalmas kiállítás.
- Irish Museum of Modern Art (Modern Művészetek Múzeuma): Royal Hospital, Military Road, Kilmamham. A csodás épületet érdemes eredetileg veteránok kórházaként építették (1680 – 1684). Írország első klasszikus stílusban tervezett épülete volt. Változó kiállításait a múzeum gyűjteményéből illetve vendégművészek alkotásaiból rendezik.
- Kilmainham Gaol (Kilmainham-börtön): 1796-ban épült, kiállítását 1966-ban, az 1916-os forradalom ötvenedik évfordulóján Éamon de Valera köztársasági elnök nyitotta meg, aki halálos ítéletének végrehajtását várva, maga is fogolyként lakott az épületben.
- Leinster House Eredetileg Kildare grófjának épült. Az épületet 1745-48 között James FitzGerald (1722–1773) Kildare 20. grófja építtette. A gróf 1766-ban elnyerte a Leinster hercege címet, innen a ház elnevezése. Az építés idején a helyszín Dublin kevésbé felkapott része volt, de a gróf erre csak annyit mondott: „Követni fognak, bárhová megyek.“ Az épület az ír arisztokrácia egyik központjává vált. Augustus FitzGerald, Leinster 3. hercege 1815-ben eladta a Leinster-házat a Royal Dublin Society-nek. A Természettudományi Múzeum 1857-ben költözött az épületbe, ugyanebben az időben két új szárnyat építettek hozzá az Ír Nemzeti Könyvtár és az Ír Nemzeti Múzeum részére. 1922-től a mai parlament épülete, amely a Kildare úton áll. Oldalán az 1791-ben készült Ruthland-szökőkút és a független ír állam alapítóinak emléket állító 18 méter magas obeliszk.
- Mansion House: Az 1710-ben emelt épület (Joshua Dawson) 1715 óta Dublin polgármestereinek a rezidenciája.
- Marsh könyvtár: A templom melletti, 1707-ben készült, építtetője Narcissus Marsh püspök A sziget első közkönyvtára, gyűjteménye kb. 25 ezer kötet, főleg a 16. és a korai 18. század természettudományos munkák. És néhány 1500 előttről származó ősnyomtatvány is.
- Meeting House-tér: A vasárnapi kirakodó vásárok, a nyári szabadtéri színházi előadások, a kis galériák, az ellenkultúra tárgyait árusító apró boltok mellett itt építették fel a művészmoziként és filmarchívumként is működő Ír Filmközpontot (Irish Film Center), az Ír Zene Központját (Irish Music Center), az Ark kulturális központot és néhány kis színházat. (A Temple Bar kultúrájának fellendítéséből a U2 együttes is kivette részét, övék Írország egyik legdrágább szállodája, a Clarence Hotel.)
- Merrion Square: A kis terecske 1762-től épült. Középen hever Oscar Wilde pompás színekkel kifestett szobra. A téren valaha élt neves személyek emléktáblái (William Butler Yeats, George William Russell, Daniel O'Conell, az osztrák Erwin Schrödinger és az ír Joseph Sheridan Le Fanu. Gyönyörű, rézkopogtatókkal ellátott georgiánus ajtók.
- National Galiery of Ireland (Ír Nemzeti Képtár): 1864-ben nyitották meg, 1903-ban és 1968-ban bővítették. (tájképek, történelmi tablók, portrék, impresszionista korszak ír alkotásai, német, spanyol festők, pl. Fra Angelico, Tiziano, Tintoretto, Rembrandt, El Greco, Gainsborough, Turner, Goya, Degas, Delacroix, Monet és Picasso képei).
- National Museum and Library (Nemzeti Múzeum és Könyvtár): (1890) A régi kiállítóhely ma csak az 1700-ban alapított, és azóta folyamatosan gazdagított írországi régészeti anyagnak ad helyet (a középkori ír ötvösművészet pogány- és keresztény motívumokkal vegyesen, gazdagon díszített kelyhei, melltűi, feszületei, kőkeresztjei, ereklyetartói, ősi bronz harangjai, egyházfők pásztorbotjai, illetve az 1916-os forradalom relikviái). A könyvtárban régi kódexek, ősnyomtatványok, híres könyvek első kiadásai, régi térképek, a várost ábrázoló nyomatok és fontos ír kéziratok találhatók.
- Natural History Museum (Természetrajzi Múzeum): a Leinster House kertjének felső végében (az Ír-szigeten honos állatfajokat, illetve a már kihalt élőlények történetét mutatja be. 1857-ben megnyitó előadását David Livingstone skót felfedező tartotta.
- Newmann House (ez volt az Ír Katolikus Egyetem), ahol James Joyce és Flann O’Brien is tanultak. Ebből nőtt ki a mai University College of Dublin, Dublin második egyeteme. Az épület 1765-ben épült, nevét a katolikus egyetem első rektoráról kapta.
- O’Connell híd: 1791-94-ben épült, akkor még Carlisle híd néven. 1882-ben kiszélesítették, ma szélesebb, mint amilyen hosszú. Akkor kapta mai nevét, amikor megnyitásakor Daniel O'Connell szobrát elhelyezték az északi oldalon.
- St Stephen's Green (9 hektáron elterülő park): Szépítését anyagilag a sörgyártásból meggazdagodott Guinness család támogatta. A parkot szép növényein kívül számtalan szobor és emlékmű teszi még izgalmasabbá (Arthur Guinness szobra, egy expresszionista Éhínség-emlékmű, Robert Emmett és Wolfe Tone szerencsétlen forradalmárok szobrai, árnyékba húzódó Joyce mellszobor).
- St. Audoen's Churches (Szt. Audoen templomai): A szent független városrészét a 17. században a Franciaországból Írországba menekült hugenották virágoztatták fel textiliparukkal. Ha elindulunk a városrész egykori főutcáján, két – egymás szomszédságában épült – templomot láthatunk. A kisebbik Dublin legrégebbi, ma is működő plébániatemploma, a 11-12. századból származik. Az ír anglikán egyház tulajdonában van. Mellette a nagyobb épület a katolikus Szent Audoen-templom 1846-tól 1899-ig épült. A két templom mögött kis parkot alakítottak ki.
- Szent Patrik-székesegyház: Dublin büszkesége a középkori városfalakon kívülre szorult. A legenda szerint ott épült, ahol Szent Patrik a Poddle-patak partján megkeresztelte a dubliniakat. Jelenlegi formáját a „túllelkesült” 1864-es restaurációnak köszönheti. Az 5. századi kőtemplom helyére 1190 és 1225 között építettek angliai, kicsit komor normann-gót stílusban kőépületet. (Részletesen lásd még az önálló szócikket)
- Temple Bar: Az 1980-as években a város nagy bontások révén új busz-pályaudvart akart itt építeni, de rock-sztárok és ír hírességek meggyőzték a testületet, hogy itt alakítsák ki a fiatalok kulturális szórakozó negyedét. A Temple Bar Dublin forgalmas és hangulatos negyedévé vált.
- The Old Library (a régi könyvtár: Köteles könyvtár): Itt őrzik a világ legszebb könyvei közé sorolható középkori ír kódexek legértékesebb példányait. A Kellsi kódex (Book of Kells), (A kódexet Kr. u. 800 körül készítették a Szt. Columban ionai kolostorához tartozó szerzetesek.), A 7. századi Book of Durrow (Durrow-i Könyv) és a 807 körül készített Book of Armagh (Armagh-i Könyv).
- Trinity College : Írország legrégebbi egyeteme, egy korábbi kolostor épületében kezdte meg működését 1592-ben, Erzsébet királynő parancsára, célja a katolikus tanokkal szembeszálló, jól képzett írországi protestáns értelmiség kinevelése volt.

## Kultúra
A város ezer szállal kötődik az irodalomhoz. Jonathan Swift (1667–1745), a Gulliver utazásai szerzője a Hoe's Courtban született, és 1713-tól harminckét éven át volt a katedrális esperese. A drámaíró George Bernard Shaw (1856–1950) a Synge Streeten született, Oliver Goldsmith (1728–1774) író a Trinity College hallgatója volt. A Merrion Square-hez közel, ahol Oscar Wilde, a másik híres drámaíró született, látta meg a napvilágot James Joyce (1882–1914), a Dublini emberek és az Ulysses szerzője.
A Trinity College könyvtárában őrzik a Kellsi kódexet, egy 8. századból való illusztrált zsoltárkönyvet és Brian Boru király hárfáját, amely Dublin leghíresebb termékének, a Heuston pályaudvar közelében gyártott Guinness fekete sörnek is a védjegye. A Heuston hídon át vezet az út a Phoenix Parkba, amely 7,1 km²-es területével Európa legnagyobb városi parkja.

### Templomok
- Szent Patrik-székesegyház (anglikán)
- Christ Church-székesegyház (anglikán)

### Emlékművek
- Molly Malone
- Daniel O'Connell szobra
- James Larkin szobra
- Father Theobald Mathew (1790-1856) szobra
- Charles Stewart Parnell szobra
- Dublini muskétások emlékműve

### Színház
- Abbey Theatre
- National Concert Hall – nemzeti koncertterem
- O'Donoghue's Pub

### Múzeum
- Nemzeti múzeum
- Nemzeti galéria
- Modern művészetek háza
- Könyvtár

## Multikulturális Dublin
Bár a város hosszú és folyamatos kivándorlást élt át, amely csak az 1990-es évek elején hagyott alább, napjainkban Dublin nagyszámú bevándorlót vonz elsősorban Lengyelországból, Kínából, az Egyesült Királyságból, Nigériából, Litvániából és Romániából. Jelen vannak bevándorlók a többi Európai Unió-tagállamból, az Egyesült Államokból, Ausztráliából, Új-Zélandról, Oroszországból, valamint rengeteg kivándorolt ír tért haza az elmúlt évtizedben.

### Szakirodalom, forrásművek
- (1) Sean Dufy (szerk.): ATLAS of IRISH HISTORY (2.ed.) - G. Macmillan 2000. ISBN 978-0-7171-3093-1
- (2) Peter Zöller: IRLANDS ERBE - G. Macmillan, 2001. ISBN 0-7171-3208-0
- (3) Nathaniel Harris: HERITAGE of IRELAND – Bounty Books, 2006. ISBN 0-7537-0556-7
- (4) Kevin Eyres: THE SECRETS of IRELAND – Star Fire Books, 2006. ISBN 1-84451-466-8
- (5) L. Gerard – S.T. Perry: Írország (Utikönyv) Panemex-Grafo 2006. ISBN 963-9491-54-3
- (6) J-P. Mohen: Standing Stones (3. kiad.) - Thames & Hudson, 2004. ISBN 0-500-30090-9
- (7) Christiane Eulére: The Celts First Masters of Europe (4. kiad.) - Thames & Hudson, 2004. ISBN 0-500-30034-8
- (8) J-B. Duroselle: Európa népeinek története – Officina Nova, 1990. (ISBN ?)
- (9) Städten des Kulturerbes in Ireland 2007. ( www.heritageireland.ie )
- (10) Lloyd és Jennifer Laing: Kelta művészet - Glória K. 2006. ISBN 963-9283-96-7